# Сумская и Ахтырская епархия
Сумская и Ахтырская епархия — епархия Украинской Православной Церкви. Объединяет приходы и монастырь на территории Ахтырского, Белопольского, Великописаревского, Краснопольского, Лебединского, Сумского, Тростянецкого районов Сумской области.
Учреждена указом Святейшего Синода (№ 2666) от 14 ноября 1866 года как Сумское викариатство Харьковской и Ахтырской епархии.
С 1945 года стала самостоятельной и наименовалась Сумской и Ахтырской
В 1959—1989 годы собственного архиерея на кафедре не было, и епархия управлялась Черниговскими архиереями.

## История
В феврале 1945 года решением Священного Синода Русской Православной Церкви на территории тогдашней Сумской области была создана Сумская епархия, в состав которой вошли следующие благочиния: Ахтырское, Белопольское, Великописаревское, Глинское, Глуховское, Груновское, Конотопское, Кролевецкое, Краснопольское, Лебединское, Недригайловское, Миропольское, Путивльское, Роменское, Середина-Будское, Смелянское, Сумское, Талалаевское, Тростянецкое, Штеповское, Шосткинское. С созданием Черкасской епархии некоторые приходы и благочиние были переданы туда.
Талалаевское благочиние было передано в Черниговскую епархию.
30 лет (1959—1989) епархия управлялась Черниговскими владыками.

## Епископы
Сумское викариатство Харьковской епархии
- Герман (Осецкий) (8 января 1867 — 24 июня 1872)
- Вениамин (Платонов) (30 июля 1872 — 9 апреля 1883)
- Геннадий (Левицкий) (9 апреля 1883 — 29 ноября 1886)
- Петр (Лосев) (1 ноября 1887 — 22 июля 1889)
- Владимир (Шимкович) (24 августа 1890 — 5 декабря 1892)
- Иоанн (Кратиров) (25 апреля 1893 — 17 января 1895)
- Петр (Дугов) (17 января 1895 — 30 мая 1899)
- Иннокентий (Беляев) (1 августа 1899 — 10 декабря 1901)
- Стефан (Архангельский) (27 января 1902 — 29 апреля 1904)
- Алексий (Дородницын) (30 мая 1904 — 18 июля 1905)
- Евгений (Бережков) (27 ноября 1905 — 22 мая 1909)
- Василий (Богоявленский) (26 июля 1909 — 4 марта 1911)
- Феодор (Лебедев) (8 мая 1911 — 14 мая 1916)
- Митрофан (Абрамов) (5 июня 1916—1920)
- Корнилий (Попов) (15 февраля 1921 — сентябрь 1922)
- Константин (Дьяков) (21 сентября 1924 — 12 ноября 1927)
- Вячеслав (Шурко) (23 октября 1934 — 16 апреля 1936)
- Корнилий (Попов) (4 декабря 1943 — февраль 1945)[2]

Сумская епархия
- Корнилий (Попов) (февраль 1945 — 13 апреля 1945)
- Иларион (Прохоров) (30 сентября 1945 — 27 декабря 1951)
- Евстратий (Подольский) (27 декабря 1951 — 13 июля 1958)
- Иоасаф (Лелюхин) (17 августа 1958 — 21 мая 1959)
- Андрей (Сухенко) (май 1959 — 2 октября 1961) в/у, архиеп. Черниговский
- Игнатий (Демченко) (12 января — 16 ноября 1962) в/у, еп. Черниговский
- Панкратий (Кашперук) (16 — 20 ноября 1962) в/у, архиеп. Черниговский
- Феодосий (Процюк) (2 декабря 1962 — 30 марта 1964) в/у, еп. Черниговский
- Нестор (Тугай) (30 марта 1964 — 17 февраля 1969) в/у, еп. Черниговский
- Владимир (Сабодан) (20 марта 1969 — 18 апреля 1973) в/у, еп. Черниговский
- Антоний (Вакарик) (31 мая 1973 — 6 июля 1989) в/у, архиеп. Черниговский
- Никанор (Юхимюк) (6 июля 1989 — 22 июня 1993)
- Варфоломей (Ващук) (23 июня 1993 — 27 июля 1995)
- Ионафан (Елецких) (27 июля 1995 — 30 марта 1999)
- Иов (Смакоуз) (30 марта 1999 — 20 апреля 2005)
- Марк (Петровцы) (23 мая 2005 — 14 декабря 2007)
- Иларий (Шишковский) (14 декабря 2007 — 11 ноября 2008)
- Иоанн (Сиопко) (11 — 17 ноября 2008)
- Евлогий (Гутченко) (с 17 ноября 2008)

## Покровители

### Святые
- Собор Глинских святых

### Иконы
- Корсунская (Шпилевская) чудотворная икона. Последнее известное место пребывания — Преображенский кафедральный собор Сум. Украдена 25 марта 2009 года.
- Малочернеченский образ Христа Спасителя «Хлеб Жизни», находится в Преображенском кафедральном соборе Сум.
- Ахтырская икона Божией Матери — г. Ахтырка.